# 中央情報局科學技術總處

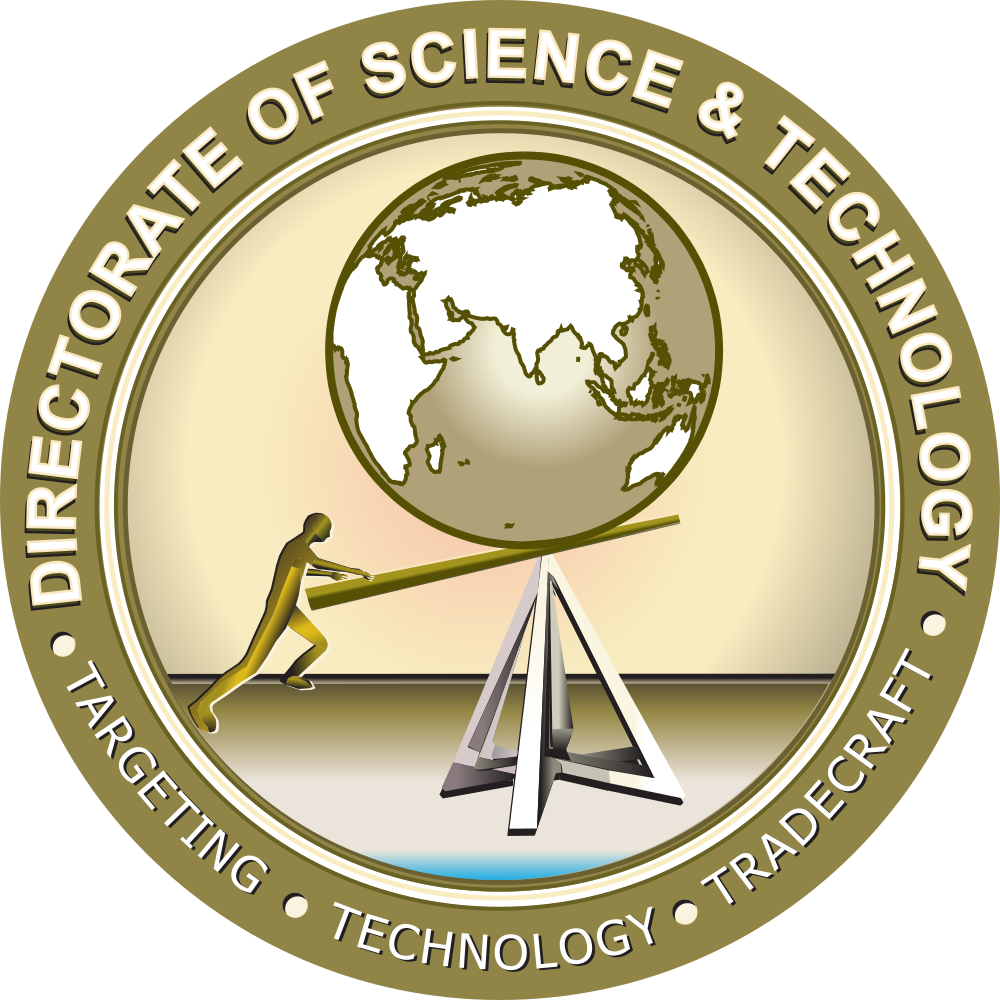
科學技術總處徽章

（縮寫：DS&T），是美國中央情報局的一個分支，其主要任務是透過技術手段來收集和分析資訊，同時開發技術系統，以促進中央情報局的情報收集工作。

## 歷史

### 組織
1948年12月31日，中央情報局將報告和評估辦公室的科學部門與特別行動辦公室的核能小組合併，成立了科學情報辦公室。
1962年，中央情報局成立了研究副局（DDR），由赫伯特·斯科維爾領導。其下設新成立的特別活動辦公室，以及電子情報辦公室和研究與發展辦公室，這些辦公室很快併入了東帝汶民主共和國。然而，現場視察局仍然是行動处的一部分。
1963年，斯科維爾因其他部門不願移交職責而感到沮喪而辭職。中央情報總監約翰·麥科恩要求阿爾伯特·惠倫（Albert Wheelon）接替斯科維爾擔任更名為科學技術副局的職務。科學情報辦公室與電腦服務辦公室一起轉移到科學技術副局。
1965年，該局再次更名為科學技術總處，並於1966年由卡爾·達克特（Carl Duckett）接替惠隆擔任科學技術副主任。

### 進一步的調整
1973年4月，中央情報總監詹姆斯·施萊辛格將行动处的技術服務部門轉移到科學技術總處，並更名為技術服務辦公室。其主要焦點是為中央情報局案件官員提供該領域的技術支援，包括開發奇異武器和竊聽設備，以及製作偽造文件。該辦公室開發了毒筆和爆炸貝殼，用於刺殺斐代爾·卡斯楚。
1995年9月，露絲·大衛接替詹姆斯·赫希擔任科學技術副主任，並成立了三個新辦公室：秘密資訊科技辦公室、高級分析工具辦公室和高級專案辦公室。同時取消了研究發展辦公室。
1999年4月，加里‧史密斯（Gary L. Smith）成為科學技術副主任，九個月後突然辭職。中央情報總監喬治·特尼特很快任命了一位新的副主任喬安妮·O·伊沙姆。
科學技術總處的組織是根據機密人員的技術實力來容納他們的。根據他們的背景和專業領域，科學技術總處擁有以下功能：
- 經營貿易技術：使用現有工具和創建設計解決當前技術問題的解決方案。
- 技術研究：透過理論分析研究解決現有問題的方法。
- 技術開發：確保當前專案和情報官員透過分析得到正確管理。
- 技術分析：進行「全源分析」[16]以減少安全故障的可能性，特別是對於地面情報人員。

儘管科學技術總處的組織結構是圍繞專業知識議程建構的，員工根據以前的知識和未來的願望被分配到四個部門之一，但通過將其分為兩個功能，更容易理解該董事會。第一個功能是處理和分析收集到的資訊，第二個功能是推進未來技術的進步和創新。

## 計畫

### 目標
科學技術總處是中央情報局內的五個部門之一，其他四個部門分別是：管理、分析、營運和數位創新。科學技術總處在中央情報局中擔當特殊角色，向所有其他部門提供廣泛的數據和情報。其他各個部門從這裡獲取信息，進行深入分析，並有效地滿足各自的需求。
自1948年成立以來，科學技術總處已經發展成一個極其複雜的部門。這主要是因為許多國家和社會開始越來越依賴數據。在海量情報中找到所需內容可能相當具有挑戰性。為了應對資料過載問題，科學技術總處成為中央情報局內的主要參與者。許多科技司員工在提供可靠和準確的資訊方面表現出色，有助於消除全球性創傷性事件中的負面影響。

### 藍鳥計劃、洋蔥計劃、MKUltra計劃
早期，它對於在審訊中運用藥物、催眠和隔離顯示了浓厚的興趣。這些實驗是在藍鳥計劃（後來更名為洋蔥計劃）和MKUltra計劃下進行的，這些計劃導致了美國陸軍科學家弗蘭克·魯道夫·伊曼紐爾·奧爾森在服用LSD後自殺。

### 空中偵察

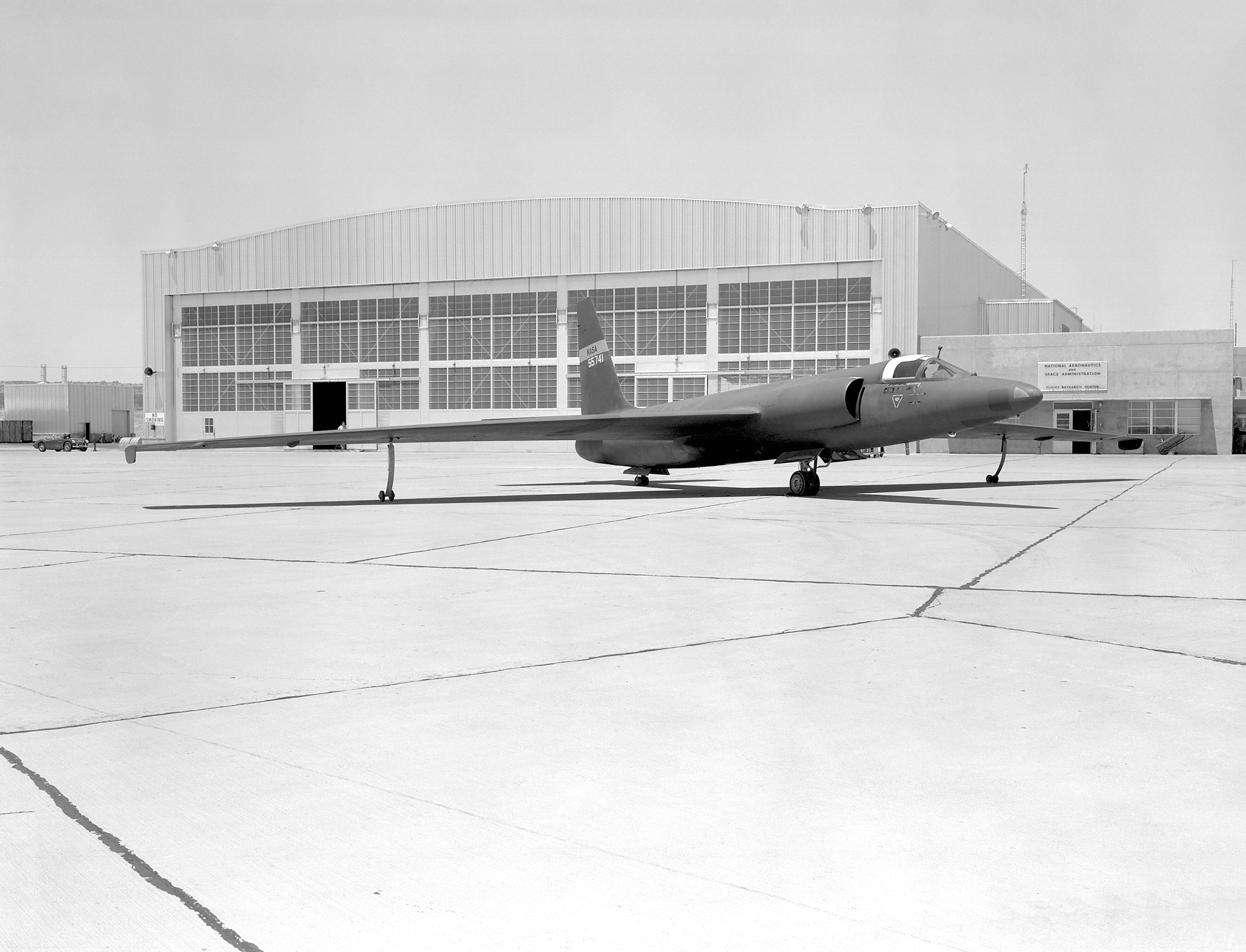
為了支援中央情報局為飛行員弗朗西斯·加里·鮑爾斯提供的掩護故事，將U-2飛機塗上虛構的美國國家航空航天局標誌，但該飛機最終在蘇聯上空被擊落。

美國海軍情報局最早的另一個項目始於20世紀50年代初，是在AQUATONE項目下開發和運營洛克希德U-2偵察機。該計劃在成立後就被轉移到了DDR的特別活動辦公室，同時還連同其後繼計劃（當時稱為“GUSTO計劃”）的計劃一起轉移到了DDR的特別活動辦公室，該計劃於1957年在理查德·比塞爾（Richard Bissell）和埃德温·蘭德（Edwin Land）的指導下啟動。
1957年末，洛克希德公司的臭鼬工廠在凱利·約翰遜的指導下開始開發隱形亞音速偵察機，但在1958年春天轉向超音速設計，稱為大天使系列。羅伯特·威德默領導下的康維爾先進開發小組受邀與洛克希德公司競爭，他們提出了源自超級騙子概念的FISH寄生機。1959年6月，用於FISH的B-58B發射機被取消，並提出了康維爾KINGFISH設計。A-12偵察機被選中進行開發，1959年秋，GUSTO計畫結束，OXCART計畫開始。

### 間諜衛星的發展

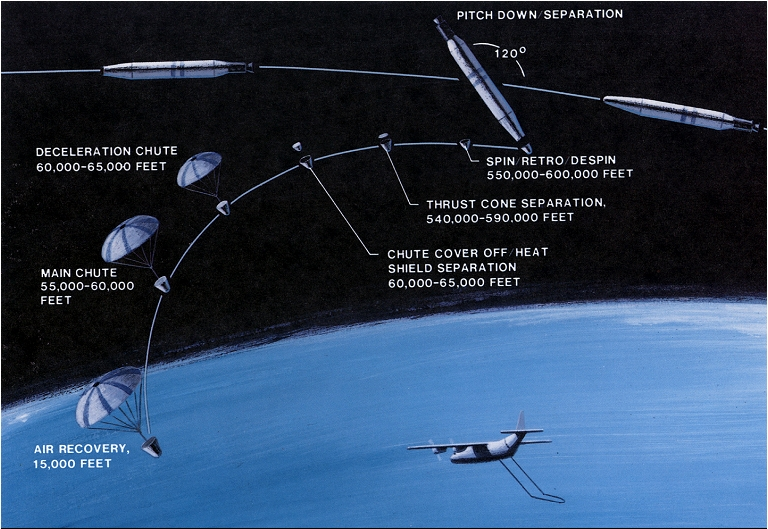
CORONA影片修復流程

1958年，CORONA計畫的開發開始，這是由中央情報局和空軍共同打造的間諜衛星。CORONA被用於獲取有關蘇聯核武器發展的情報。這一令人難以置信的先進計劃承擔了多項艱巨任務。因此，我們進行了13次嘗試，才成功將衛星送入軌道，並確保相機完全正常運作。直到1960年8月18日的第14次發射尝试，CORONA系统才最终取得成功。隨著研究副局的成立於1962年，CORONA和ARGON衛星計劃被納入其管理範圍。

### 電子情报
1958年，科學情報辦公室首次嘗試測量用於情報收集的雷達功率，這一計劃被稱為「質量ELINT」。它包括在C-119運輸機上安裝電子測量設備，並通過偽裝成補給飛行的飛行任務，穿越德國的空中走廊來實施。這一行動後來演變成MELODY和PALLADIUM計劃，這些計劃旨在使用「幽靈飛機」來測量蘇聯地面追蹤雷達的功率和靈敏度。這些計劃在東德成立後被納入ELINT辦公室。

### 鋰碘電池

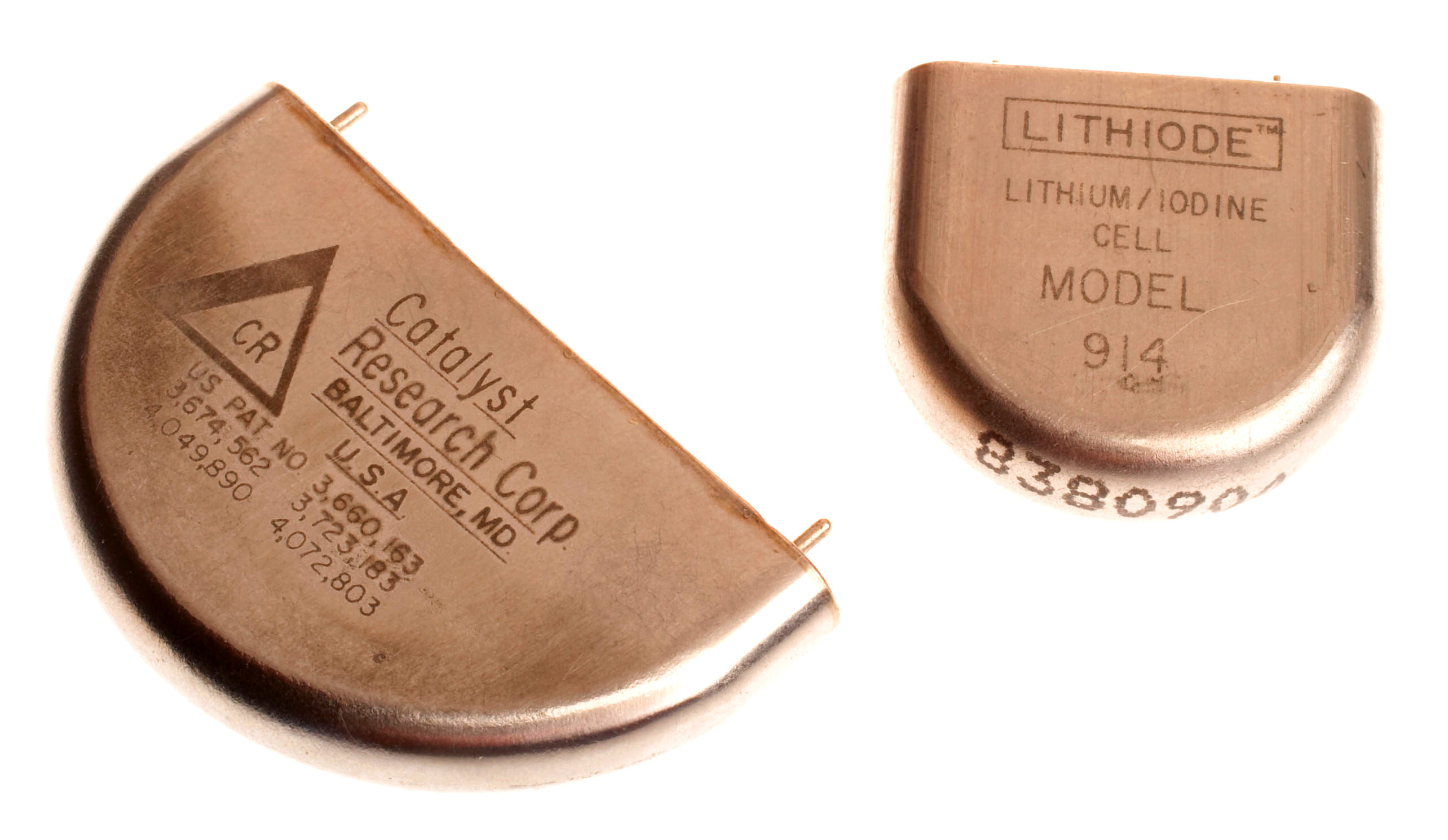
中央情報局使用的鋰離子電池

儘管這一觀點並非廣泛共識，有一種說法是中央情報局在鋰離子電池長效且可靠的電池壽命概念的發展和創新方面發揮了一定作用。人們對這項技術的開發感興趣主要是為了延長眾多監控設備的現場使用時間。20世紀60年代中期，科學技術總處的開發人員完成了對化學成分的改進，隨後解密了這項技術，使其能夠在私營部門得以應用。

### 地球檢視器
監視系統在中央情報局科學技術總處扮演著核心角色。若非中央情報局自家的創投公司IQT電信提出的地球檢視器，Google地球可能僅僅是其初次亮相時的一個外殼。地球檢視器的影像能力為美國政府提供了有關伊拉克軍隊及其整體行動的情報。這款3D影像系統使得中央情報局特工能夠在進入新區域之前獲取有關視覺效果的智慧數據。這些影像提供的細節使得現場人員能夠獲得極其有價值且精確的座標資訊。
地球檢視器在中東主要被用於偵察，迅速引起了詸多試圖獲取該地區情報的新聞媒體的關注。憑藉著所有這些新發現的關注，Google受到了激發，於2004年購買了該軟體，並將其發展為Google地球。

### 其他計畫
1967年，科學技術總處推動了「Acoustic Kitty行動」，企圖訓練一隻經手術改造的貓，將其與傳輸和控制設備連接，以形成一個移動的竊聽平台。
1975年，科學技術總處資助了國際斯坦福研究所進行遠距觀看實驗，要求觀看者在遠程環境中獲得有關蘇聯目標的詳細資訊。然而，該實驗未被視為成功。

## 延伸閱讀
- Richelson, Jeffrey. . Basic Books. 2002. ISBN 978-0813340593.
- Wallace, Robert; H. Keith Melton; Henry R. Schlesinger. . Dutton. 2008. ISBN 978-0525949800.

## 外部連結
- 官方網站 （页面存档备份，存于）